# Saint-Arnoult (Seine-Maritime)
Saint-Arnoult ist eine französische Gemeinde mit 1459 Einwohnern (Stand: 1. Januar 2022) im Département Seine-Maritime in der Region Normandie. Die Gemeinde gehört zum Arrondissement Rouen und zum Kanton Port-Jérôme-sur-Seine (bis 2015: Kanton Caudebec-en-Caux). Die Einwohner werden Saint-Arnoultais genannt.

## Geografie
Saint-Arnoult liegt etwa 31 Kilometer westnordwestlich von Rouen. Umgeben wird Saint-Arnoult von den Nachbargemeinden Saint-Gilles-de-Crétot im Norden und Nordwesten, Maulévrier-Sainte-Gertrude im Norden und Nordosten, Caudebec-en-Caux im Osten, Villequier im Süden und Südwesten, Anquetierville im Westen sowie Grand-Camp und Saint-Nicolas-de-la-Haie im Nordwesten.

## Bevölkerungsentwicklung
| 1962                      | 1968 | 1975 | 1982 | 1990 | 1999 | 2006 | 2013 |
| ------------------------- | ---- | ---- | ---- | ---- | ---- | ---- | ---- |
| 528                       | 477  | 530  | 1165 | 1380 | 1356 | 1301 | 1314 |
| Quelle: Cassini und INSEE |      |      |      |      |      |      |      |

## Sehenswürdigkeiten
- Kirche Saint-Arnoult aus dem 13. Jahrhundert
- Burgruine La Pommeraye
- Herrenhaus